# Strada nazionale 98
La strada nazionale 98 era una strada nazionale del Regno d'Italia, che congiungeva la costa tirrenica a quella ionica attraversando la Sila.
Venne istituita nel 1923 con il percorso "Dalla stazione ferroviaria di Serra d'Aiello per Aiello e Grimaldi alla nazionale n. 87 delle Calabrie e da questa presso Coraci per Colosimi alla nazionale n. 97 e da questa presso S. Giovanni in Fiore per Savelli e Campana alla stazione ferroviaria di Cariati".
Nel 1928, in seguito all'istituzione dell'Azienda Autonoma Statale della Strada (AASS) e alla contemporanea ridefinizione della rete stradale nazionale, il suo tracciato costituì l'intera strada statale 108 Silana di Cariati.